# Тиват (аэропорт)
Аэропорт Ти́ват (серб. Аеродром Тиват) — международный аэропорт, расположенный в четырёх километрах от города Тивата. Один из двух международных аэропортов Черногории (второй — аэропорт Подгорицы).

## История
Аэропорт Тивата был создан после Второй мировой войны для подготовки военных и гражданских парашютистов, а также соревнований парашютистов. Аэропорт был официально открыт 1 мая 1957 года, а 15 июня 1957 года он принял рейс Белград—Тиват—Белград. В периоде до 1968 года все рейсы выполнялись самолетами DC-3 и Ил-14 в Белград, Загреб и Скопье. 
С 1968 по 1971 год шло строительство современного аэропорта с новым асфальтовым покрытием ВПП 2500 м × 45 м. Модернизированный аэропорт был официально открыт 25 сентября 1971 года.
В 1979 году аэропорт пострадал от землетрясения.
Аэропорт характеризовался тем, что более 80% трафика осуществлялось в течение летнего туристического сезона с очень выраженными пиковыми нагрузками.
Аэропорт был модернизирован в 2006 году, а в конце 2018 года был открыт Терминал 2. С открытием Терминала 2 пропускная способность увеличилась в два раза.
В 2019 году аэропорт обслужил 1,37 млн пассажиров.

## Описание
Аэропорт Тивата расположен в северной части адриатического побережья Черногории. Из аэропорта круглый год осуществляются ежедневные рейсы в Белград, в то время как остальные рейсы сконцентрированы в основном в летний период. Аэропорт обслуживает в основном чартерные рейсы, пассажиры которых в большинстве своём направляются на курорты адриатического побережья. Прежде всего он удобен для туристов, следующих в Котор (расположен в 7 км от аэропорта) и в Будву (в 20 км от аэропорта).
Принадлежит государственной компании «Aerodromi Crne Gore».
В час аэропорт способен обслуживать до 6 рейсов.

## Авиакомпании и рейсы
В аэропорт Тивата осуществляют рейсы следующие авиакомпании (по состоянию на апрель 2024 года):
- Air Serbia (Белград)
- Air Montenegro (Белград, Стамбул)
- EasyJet (Берлин, Лондон, Манчестер)
- Jet2 (Лондон, Манчестер)
- Turkish Airlines (Стамбул)
- Windrose Airlines (Белград, Стамбул)
- Luxair (Люксембург)
- Austrian Airlines (Вена)
- El Al (Тель-Авив - Бен Гурион)
- Israir (Тель-Авив - Бен Гурион)
- AZAL (Баку)

## Наземный транспорт
Муниципальный транспорт в аэропорту отсутствует.
В 100 метрах от выхода из аэровокзала проходит Ядранское шоссе (Jadranska magistrala), где по требованию останавливаются проходящие автобусы в город Тиват, в Котор, Будву, Петровац и т.д. В 400 метрах от аэровокзала расположена оборудованная остановка. 
Ближайший автовокзал — в городе Тиват — расположен в 1,5 км от аэровокзала, от него отправляются маршруты практически по всей стране.

## Статистика
Данные из запроса в Викиданные.